# Ріроріро великодзьобий
Ріроріро великодзьобий (Gerygone magnirostris) — вид горобцеподібних птахів родини шиподзьобових (Acanthizidae). Мешкає в тропічних, субтропічних і мангрових лісах північної і північно-східної Австралії, Нової Гвінеї, а також деяких інших островів Індонезії і Папуа Нової Гвінеї. Живе на висоті до 1200 м над рівнем моря.

## Підвиди
Виділяють шість підвидів:
- G. m. conspicillata (Gray, GR, 1859) (острови Вайгео, Батанта, Салаваті і Кофіау в Західному Папуа, півострів Чендравасіх);
- G. m. affinis Meyer, AB, 1874 (північ Нової Гвінеї і сусідні острови);
- G. m. rosseliana Hartert, 1899 (архіпелаг Луїзіада і острови Д'Антркасто);
- G. m. brunneipectus (Sharpe, 1879) (південь Нової Гвінеї, острови Ару, острови Торресової протоки);
- G. m. magnirostris Gould, 1843 (північ Австралії);
- G. m. cairnsensis Mathews, 1912 (північний схід Австралії).